# Estación Juramento (Salta)
Juramento es una estación de ferrocarril ubicada en el departamento de Metán, provincia de Salta, Argentina.

## Historia
La estación fue abierta al tránsito en junio de 1886 por el Ferrocarril Central Norte Argentino.

## Servicios
No presta servicios de pasajeros, sólo de cargas. Sus vías e instalaciones están a cargo de la empresa estatal Trenes Argentinos Cargas.